# Aléx Bruno de Souza Silva
Aléx Bruno de Souza Silva, genannt Aléx Bruno (* 7. Oktober 1993 in Queimados, Brasilien),  ist ein brasilianischer Fußballspieler, der vorrangig im Mittelfeld als rechter Außenmittelfeldspieler eingesetzt wird.

## Karriere
Aléx Bruno begann mit dem Fußballspielen in seiner brasilianischen Heimat. Bis Ende 2010 spielte er in der Jugend von União Central FC aus Rio de Janeiro. Im Jahr 2011 spielte er in der Jugend von Queimados FC.
Im Februar 2012 absolvierte Aléx Bruno zusammen mit seinen Landsmännern Emerson Carvalho und William Marques ein Probetraining beim polnischen Erstligisten Widzew Łódź während des Trainingslagers in Tunesien. Im März 2012 flogen er und Emerson Carvalho nach Łódź, um dort eine längere Zeit mit dem Team zu trainieren. Beide trainierten dann bis zum Saisonende 2011/12 mit dem Team und machten auch die Saisonvorbereitung mit. Anfang Juni 2012 unterschrieben Aléx Bruno und Emerson Carvalho dann einen Einjahresvertrag bei Widzew Łódź bis Ende Juni 2013. Aléx Bruno konnte sich im Gegensatz zu Emerson Carvalho sofort einen Stammplatz erkämpfen. Somit gab er am 18. August 2012, dem 1. Spieltag der Saison 2012/13, sein Profidebüt, als er beim 2:1-Heimspielsieg gegen den amtierenden Meister Śląsk Wrocław in der Startelf stand. Am 1. September 2012, dem 3. Spieltag der Saison 2012/13, erzielte Aléx Bruno beim 1:0-Heimspielsieg gegen GKS Bełchatów in der 27. Minute sein erstes Tor im Profifußball und war somit der Matchwinner. Im Dezember 2012 wurde sein Vertrag vorzeitig um zwei Jahre bis Ende Juni 2015 verlängert. Im Juli 2014 wurde der Vertrag einvernehmlich aufgelöst, nachdem Aléx Bruno zum wiederholten Male ohne Rücksprache nicht pünktlich zum Trainingsauftakt aus dem Urlaub zurückgekehrt war. Laut einer Klausel darf Aléx Bruno bis zum Sommer 2017 bei keinem anderen polnischen Verein einen Vertrag unterschrieben.
Aléx Bruno setzte daraufhin seine Karriere in Brasilien fort. Im November 2014 unterschrieb er einen Vertrag für die kommende Spielzeit bei AA Santa Rita. Mit dem Klub nahm er Anfang 2015 an der Staatsmeisterschaft von Alagoas teil. Hier kam er zu sieben Einsätzen.
Zur Saison 2015/16 kehrte Aléx Bruno nach Europa zurück und unterschrieb einen Vertrag beim moldawischen Erstligisten Zimbru Chișinău. Hier konnte er in 32 Ligaspielen 5 Tore erzielen. 2017 wechselte Aléx Bruno nach Südkorea zu Gyeongnam FC und ein Jahr später weiter zum Suwon FC. Seit Februar 2019 spielt er wieder in seiner Heimat Brasilien für den Zweitligisten Londrina EC.